# Anthicoclerus anthicoides
Anthicoclerus anthicoides là một loài côn trùng thuộc họ Cleridae. Loài này được mô tả lần đầu năm 1849 bời Westwood in White.